# Li Xuan
Li Xuan est une patineuse de vitesse sur piste courte chinoise.

## Biographie
Elle passe du roller en ligne au short-track en 2010.
En novembre 2018, pendant sa première saison de patinage au niveau international, elle arrive en 3e place de la Coupe du monde de patinage de vitesse sur piste courte à Salt Lake City sur le 1 500 m. Elle est entraînée par Li Yan.